# EC Pinheiros
EC Pinheiros is een Braziliaanse sportclub uit de stad São Paulo. De club werd in 1899 opgericht als Sport Club Germânia door Duitse immigranten. De club telt 35.000 leden en de accommodatie heeft een oppervlakte van 170.000 m². De club is actief in turnen, atletiek, badminton, basketbal, boksen, bowlen, schaken, schermen, voetbal, zaalvoetbal, gymnastiek, handbal, gevechtssporten, zwemmen, tennis, volleybal en waterpolo.
Na de invoering van het professionalisme in 1930 werd het voetbal op een laag pitje gezet. In 1941 werd de naam gewijzigd in EC Pinheiros en liet zo de Duitse nalatenschap achterwege door de perikelen in de Tweede Wereldoorlog.

## Geschiedenis

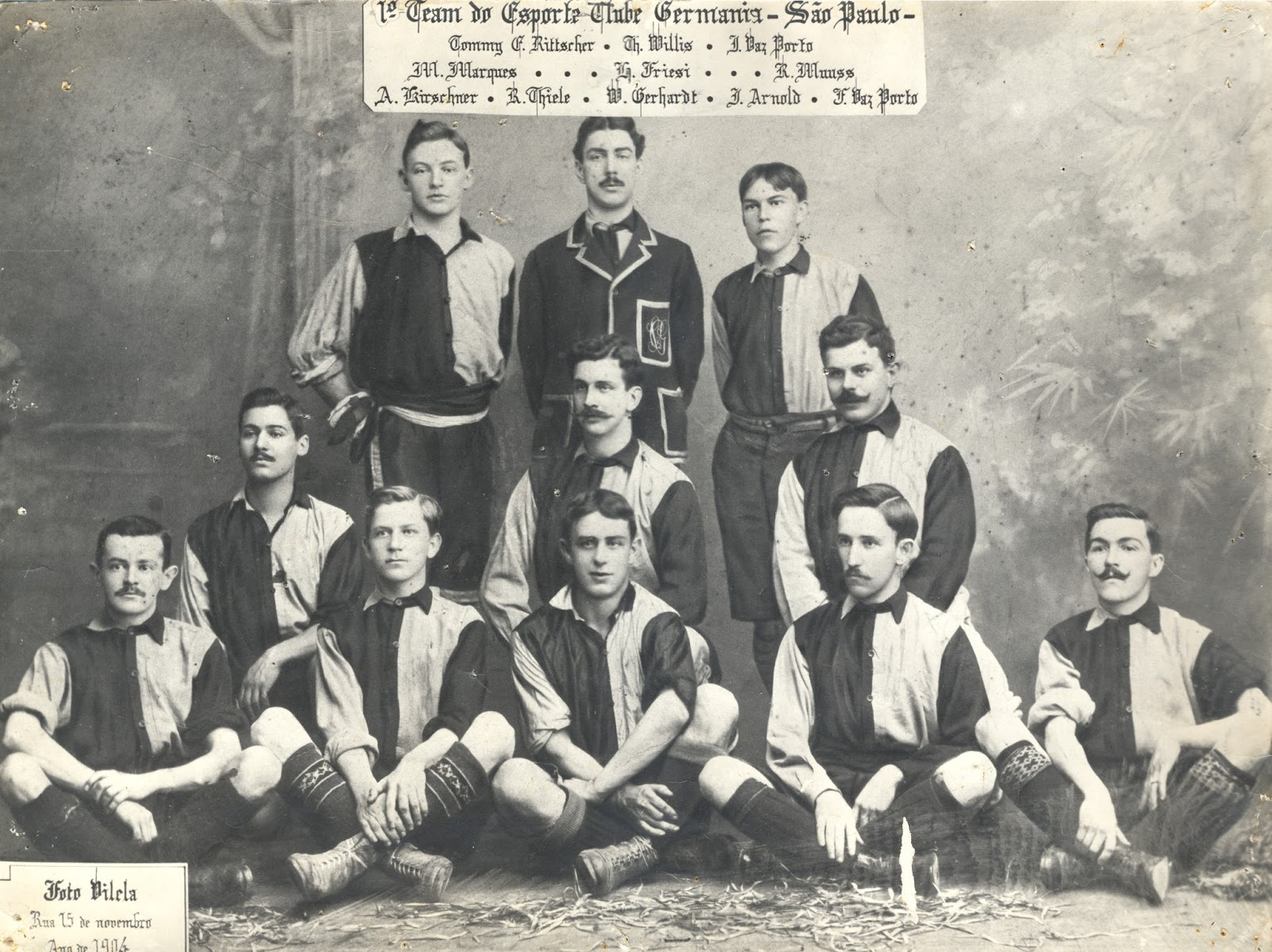
S.C. Germania, ca. 1904

De voetbalafdeling is een van de oudste van het land en werd door oprichter Hans Nobiling vernoemd naar SC Germania 1887 Hamburg waar Nobiling bij gespeeld had. In augustus van dat jaar stond Nobiling ook al mee aan de wieg van SC Internacional. De meerderheid van de spelers koos voor de naam Internacional. Nobiling die ontgoocheld was dat zijn voorstel Germânia het niet haalde besloot dan in september met enkele spelers een nieuwe club op te richten. In 1899 was het Germânia dat de eerste wedstrijd tegen een andere club speelde. In 1902 nam de club deel aan de Campeonato Paulista, de oudste voetbalcompetitie van het land. In 1906 en 1916 werden ze kampioen. Hermann Friese was een opmerkelijke speler in de begindagen. Arthur Friedenreich was een van de eerste grote sterren in het Braziliaanse voetbal.
Nadat het voetbal in de jaren dertig professioneel werd vormde de club zich om tot een club met een waaier aan andere sporten. Reeds in 1932 stuurde de watersportafdeling een eerste deelnemer naar de Olympische Spelen. Veel van hun atleten vertegenwoordigen Brazilië bij internationale sportevenementen en de zwemmers Gustavo Borges en César Cielo wonnen beiden een Olympische medaille. De volleybal- en basketbalafdeling speelt in de hoogste klasse.

## Erelijst
Campeonato Paulista
1906, 1915